# Новый Путь (Курганская область)
Новый Путь — деревня в Варгашинском районе Курганской области. Входит в состав Мостовского сельсовета.

## История
Основана в 1925 г. По данным на 1926 год состояла из 22 хозяйств. В административном отношении входила в состав Молотовского сельсовета Марайского района Курганского округа Уральской области.

## Население
| 1926 | 1989 | 2002 | 2010 |
| ---- | ---- | ---- | ---- |
| 125  | ↘36  | ↘31  | ↘9   |

По данным переписи 1926 года в деревне проживало 125 человек (60 мужчин и 65 женщин), в том числе: русские составляли 100 % населения.